# Doba plných ztrát
Doba plných ztrát {\displaystyle T_{\Delta }}  je doba provozu, za kterou způsobí největší odebíraný proud {\displaystyle I_{m}} stejné ztráty, jako časově proměnný proud {\displaystyle I(t)} ve sledovaném období {\displaystyle T}. 
Pro Jouleovy ztráty v prvku třífázové elektrizační soustavy s rezistancí {\displaystyle R} ve sledovaném období {\displaystyle T} platí vztah:
{\displaystyle \Delta W=3R\int _{0}^{T}I^{2}(t)dt=3RI_{m}^{2}T_{\Delta }}
Odtud vyjádřením {\displaystyle T_{\Delta }} dostáváme:
{\displaystyle T_{\Delta }={\frac {1}{I_{m}^{2}}}\int _{0}^{T}I^{2}(t)dt}
Protože ale většinou neznáme průběh proudu {\displaystyle I(t)}, ale diagram zatížení {\displaystyle P(t)}, můžeme za zjednodušujícího předpokladu stálého napětí a účiníku vyjádřit přibližnou velikost doby plných ztrát dle vztahu: 
{\displaystyle T_{\Delta }={\frac {1}{P_{m}^{2}}}\int _{0}^{T}P^{2}(t)dt}